# Lovec démonů (film, 2016)
Lovec démonů (v originále Don't Kill It) je americký komediální hororový film z roku 2016, který režíroval a sestříhal Mike Mendez. Scénář napsali Dan Berk a Robert Olsen. Ve filmu hraje Dolph Lundgren roli Jebediaha Woodleyho, lovce démonů, který cestuje do Mississippi v naději, že zničí starodávného vraždícího démona. Ve vedlejších rolích se objevují Kristina Klebe, Tony Bentley, James Chalke a Miles Doleac.
Původně byl příběh situován na Aljašku, ale po schválení byl scénář upraven a natáčení se přesunulo z finančních důvodů do Mississippi. Rozpočet filmu byl méně než 1 milion dolarů, z čehož 15 000 dolarů bylo vybráno prostřednictvím crowdfundingové platformy Indiegogo. Lundgren byl obsazen přibližně 9–10 měsíců před zahájením natáčení, zatímco Klebe měla pouze jeden až dva týdny na přípravu.
Po dvou odkladech začalo hlavní natáčení během vánočních svátků v roce 2015 v Lexingtonu, Mississippi. Natáčení bylo dokončeno po 17 dnech a film měl premiéru na Fantasy Filmfestu v Hamburku v Německu 27. srpna 2016. Následovala severoamerická premiéra 26. září 2016 na Fantastic Festu v Austinu, Texas. Omezené uvedení do kin následovalo 3. března 2017 prostřednictvím AMC Theatres. Film byl přijat většinou s pozitivními recenzemi, Noel Murray z Los Angeles Times popsal film jako jeden z Lundgrenových "nejzábavnějších filmů za poslední roky".

## Děj
Během lovu v jižním Mississippi pes objeví a otevře neobvyklou zlatou schránku. Když ho Gabriel, jeho pán, najde, pes se chová podivně a napadne ho. Poté, co psa v sebeobraně zabije, se Gabriel vrací domů s podivným chováním a černýma očima. Po zabití své rodiny vstupuje do sousedního domu a začne vraždit všechny, koho vidí, než je zastřelen svým sousedem Marcusem, který okamžitě dostane stejně černé oči a dokončí Gabrielovo dílo tím, že zabije svou vlastní rodinu.
O několik dní později lovec démonů Jebediah Woodley slyší o vraždách v rádiu a odcestuje do malého města, aby je vyšetřil. Ve stejné době je FBI agentka Evelyn Pierce, která v oblasti vyrostla, pověřena vyšetřováním případu. Woodley jde na místní policejní stanici, aby vyjádřil své obavy o démonické aktivitě, ale Pierce a místní policejní náčelník Dunham ho nechají zadržet s domněnkou, že je duševně nemocný. Při výslechu svědkyně se Pierce dozví, že Gabriel měl černé oči, a uvědomí si, že Woodley mluví pravdu.
Woodley vysvětluje, že démon posedne tělo toho, kdo zabil jeho posledního hostitele, a jediný způsob, jak ho porazit, je zabít hostitele a zároveň spáchat sebevraždu. Woodley a Pierce vedou vyšetřování v nedaleké chatě v lese, kde chytí opilce, který říká, že střelil démona do břicha. Woodley a Pierce stopují démona lesem, což končí tím, že Pierce je napadena démonem, který se ji pokusí přimět, aby ho zabila. Woodley se pokusí démona zkrotit, ale démonu se podaří uprchnout.
Náčelník Dunham zorganizuje setkání na radnici, aby varoval občany před nebezpečím, ale je přerušen démonem, který začne vraždit přítomné. Démon posedne mladou dívku a její otec Emmett požádá Woodleyho a Pierce o pomoc. Woodley přesvědčí Emmetta, aby se otrávil a zabil svou dceru, ale FBI vtrhne do domu a Emmett zemře zbytečně. Posedlá dívka povraždí FBI agenty kromě Sheparda, který démona smrtelně zraní, než uteče.
Démon posedne Sheparda a znovu vyprovokuje Pierce, aby ho zabila. Woodley riskuje svůj vlastní život, aby úspěšně chytil démona, a připravuje se otrávit, aby démona konečně zabil. Před dokončením rituálu jsou Woodley a Pierce přerušeni pastorem Eriksonem, který je napadne, čímž umožní démonovi, aby do něj přešel. Pierce ho zabije a těsně před tím, než nad ní démon přvezme kontrolu, odjistí granát, který vzala mrtvému agentovi FBI. Granát v její ruce exploduje, čímž zabije sebe i démona.
Po nějaké době je Woodley na lodi uprostřed oceánu, kde hodí zbytek démona v lahvi do oceánu. Lahev rychle spolkne velký bílý žralok, což naznačuje, že události se budou v blízké budoucnosti opakovat.

## Obsazení
- Dolph Lundgren jako Jebediah Woodley
- Ryan Zweers jako mladý Jebediah Woodley
- Kristina Klebe jako agentka FBI Evelyn Pierce
- Tony Bentley jako náčelník Dunham
- James Chalke jako pastor Erikson
- Miles Doleac jako Deacon Shepard
- Otis Willard jako Toby Bronson
- Michelle West jako Amber
- Todd Farmer jako Marcus
- Dawn Ferry jako Wendy
- Thomas Owen jako Jeremy
- Billy Slaughter jako agent FBI Jackson
- Aaron McPherson jako Emmett
- Joh Bohn jako agent FBI Lug
- Jasi Lanier jako Rose
- Michael Aaron Milligan jako Frank
- Laura Warner jako Eunice
- Randy Austin jako Gabriel
- Milorad Djomlija jako Glen Prichard
- Sam Furman jako Danny
- Tony Messenger jako Jebediah Woodley Sr.